# Dardo Rocha

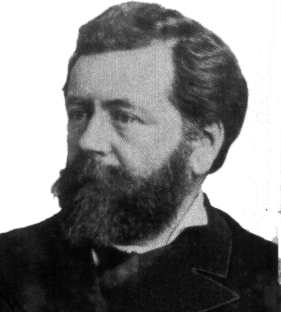
Dardo Rocha

Dardo Rocha (Buenos Aires, 1 de setembro de 1838 — ibid., 6 de setembro de 1921) foi um militar, advogado e político argentino, mais conhecido como o fundador da cidade de La Plata e da Universidade de La Plata. Cursou o primeiro ano de Filosofia em 1855, sendo aluno de seu distante tio Miguel Francisco de Villegas que mais tarde seria seu cunhado. Em 1856 foi nomeado primeiro funcionário da Biblioteca Pública de Buenos Aires. Iniciou sua incursão nas letras em 1857, com um pequeno ensaio biográfico sobre Bernardino Rivadavia. Em 20 de abril de 1863 apresentou sua tese de doutorado em jurisprudência de Direito Constitucional, intitulada “O Direito Federativo” pela paz e liberdade do país.

## Fundação da cidade de La Plata
Dardo Rocha foi o fundador da cidade. Enviou o projeto de fundação da cidade que se chamaria La Plata, após algumas resistências da Câmara Legislativa. Desta forma, foi promulgado pelo Poder Executivo em 1º de maio do referido ano, lançando a pedra fundamental da futura Capital em 19 de novembro de 1882.